# 人民文庫
人民文庫（じんみんぶんこ）は、1930年代の文芸雑誌。1936年（昭和11年）3月に武田麟太郎らによって創刊。1938年1月号で終刊。

## 創刊
武田麟太郎は、1934年（昭和9年）に文芸懇話会が設立されるなど文学の時局への便乗や、ファシズムの圧力が強まったことに反発し、また1935年に文藝懇話会賞で会員投票では2位だった島木健作『獄』が非国家文士して落選したため、当時雑誌から閉め出されていたプロレタリア作家に発表の場を作りたいと考えて、雑誌の発行を計画する。1933年に創刊していた『文学界』1936年2月号の同人座談会では「ファシズムに反対することがわれわれの行動だ」と述べ、文藝懇話会を擁護する林房雄などとの対立も生じた。1935年に新村猛や中井正一が『世界文化』を創刊し、フランスやスペインなどの人民戦線を紹介しており、「われわれは人民なんだから」と誌名を決め、本庄陸男や平林彪吾とともに1936年3月に『人民文庫』を発刊した。編集責任者は本庄が務め、また高見順らの同人誌『日暦』の円地文子らや、第二次『現実』の同人も執筆者として加わった。
創刊号は、小説は平林、武田（連載小説「井原西鶴」）、高見（連載小説「故旧忘れ得べき」）、荒木巍、新田潤、矢田津世子（「神楽坂」）、他に旧日本プロレタリア作家同盟メンバーや『日暦』同人などの随筆などを掲載。平林や上野壮夫の文章では文芸懇話会への批判もあった。5月号からは井上友一郎、6月号から田村泰次郎、渋川驍、1937年から南川潤も執筆グループに加わる。連載小説として、1936年7月号から田村の「大学」、10月号から立野信之「流れ」、 1937年5月から間宮茂輔「あらがね」など。売れ行きはよく、各地で講演会や読者座談会も開催した。この6月にフランスで成立した人民戦線内閣の国際文化擁護著作家協会のジャン＝リシャール・ブロックから日本文学者へのアピールが『人民文庫』に届き、9月号に掲載した。

## 終刊
1936年11月号で平林彪吾「肉体の英雄」が検閲で12ページを削除され、続いて各号で検閲にかかるなど、当局の監視が強まりだす。10月に徳田秋声研究会を開いていたところに警官隊が踏み込み、無届集会として、出席していた高見、新田、田村、田宮、本庄、立野信之ら16人が連行されたが、容疑は特になく3日ほどで釈放された。
1937年になると紙の値上がりなどで赤字が重なり、人気作家の武田も新聞小説の原稿料をつぎ込んだ。同年9月号が発売禁止、10月号以降も次々に発売禁止となり、経営はさらに悪化し、各地で定期購読者が警察に呼び出された。
1937年11月に、唯物論研究会のメンバーが一斉摘発される「唯研事件」が起き、『世界文化』グループも治安維持法違反で検挙され、次の対象は『人民文庫』らしいという噂が流れて執筆グループ内に動揺が生まれた。12月には山川均ら労農派400余人が逮捕される第一次人民戦線事件が起き、警保局は人民戦線派の執筆禁止を出版社に通告した。この事態から、高見、新田、武田の話し合いにより、1938年1月号が発禁となったままで終刊となった。
人民文庫賞
- 第1回 平林彪吾「肉体の罪」

## 評価
『人民文庫』の小説は、旧日本プロレタリア同盟系の作家たちからは「くそリアリズム」とも称されたが、また地方からの招待により各地で講演会も行った。平野謙は、同時期に創刊された『世界文化』『土曜日』『批評』とともに、プロレタリア文学運動の終了後において、「迫りくる戦争とファシズムとに対する反対とともに、一枚岩的な革命運動に対する批判」の漠然とした形となった「一種の人民戦線的機運にうながされた」ものとしている。
また1937年には報知新聞にて「『人民文庫』『日本浪曼派』討論会」が行われ、保田與重郎、亀井勝一郎、中谷孝雄、高見、新田、平林が出席して激論がなされた。
戦後になって平野謙は「一見対照的な性格をもつ『人民文庫』と『日本浪曼派』とは、ナルプ解散、転向文学の氾濫という文学的地盤から芽ばえた異母兄弟とも言えよう。」も述べ、後になって高見も『人民文庫』と『日本浪曼派』は「転向という一本の木から出た二つの枝だ」と述べた。これらに対して野口冨士男は、『感触的昭和文壇史』（文藝春秋、1986年）のなかで、「彼らがなぜそんなことを言ったのか、真意を問いただすことができないのを、残念と言うよりいまいましいとすら思う」「『人民文庫』のメンバーに怖れをなしたことなどは一度としてなかったにもかかわらず、『日本浪曼派』の一部のメンバーには、時間的に言えば廃刊後になってからのことだが、はっきり言っておびえていた。高見順や平野謙には、戦時中そういう思いをいだいたことがなかったのだろうか、存命だったら問いただしたい」と異論を公表している。

## 注
1. ↑  『現代日本文学事典』河出書房 1949年
2. ↑  『日本ブロレタリア文学運動史』第3回（『近代文学』1954年、のち三一書房刊行）
3. ↑  新船海三郎『戦争は殺すことから始まった』本の泉社、2016年、ISBN 978-4-7807-1288-9、p250/251から孫引き